# アラー・ウッディーン・マスウード・シャー
アラー・ウッディーン・マスウード・シャー（Ala ud din Masud Shah, 生年不詳 - 1246年以降）は、北インド のデリー・スルターン朝、奴隷王朝の第7代君主（在位：1242年 - 1246年）。第4代君主であるルクヌッディーン・フィールーズ・シャーの息子にあたる。

## 生涯
1242年5月、ムイズッディーン・バフラーム・シャーを殺害したチェハルガーニーらトルコ系貴族らは、デリーの「白の宮殿」と呼ばれる場所から三人の王子を解放した。協議と妥協の結果、バフラーム・シャーの甥アラー・ウッディーン・マスウード・シャーを擁立した。
だが、マスウード・シャーの治世もまたトルコ系貴族が実権を握っており、ワズィール（宰相）であるニザームル・ムルク・フワージャ・ムハッザブッディーンが事実上の支配者であった。
しかし、ムハッザブッディーンが対立するトルコ系アミールの一派に殺害されると、マスウード・シャーの残忍で放蕩とした性格も相まって、その王座は危うくなった。
1246年6月、マスウード・シャーは貴族らに幽閉され、獄中で一生を終えたという。